# Aleksandra Saraceń
Aleksandra Saraceń (ur. 8 listopada 1977) – polska pięcioboistka, medalistka mistrzostw Polski.

## Kariera sportowa
Była zawodniczką CWKS Legia Warszawa. Jej największym sukcesem w karierze był brązowy medal mistrzostw Polski seniorek w 1996.